# ふたり (少年隊の曲)
「ふたり」は、少年隊の10枚目のシングル。

## 概要
- 1987年発売「君だけに」以来のバラード曲。
- シングルカセットのみ、「ふたり」、「MY GIRL」のオリジナル・カラオケを収録。
- CDシングルは12センチCD規格。CDのみ3曲目に「ABC(S.P.DANCE MIX)」が収録され同年の4月7日に発売された。

## 収録曲
1. ふたり
作詞・作曲：飛鳥涼
編曲：矢賀部竜成
ストリング・アレンジ：服部克久
  - 2020年発売のベスト・アルバム『少年隊 35th Anniversary BEST』にてアルバム初収録。1988年8月に、ASKAが「SCENE」にてセルフカバー。
2. MY GIRL
作詞・作曲：飛鳥涼
編曲：村上啓介
  - アルバム未収録曲
3. ABC(S.P.DANCE MIX)
作詞：松本隆
作曲：筒美京平
編曲：船山基紀
  - CDシングルのみ収録、アルバム未収録曲。